# CALCOCO1
CALCOCO1（“钙结合和卷曲螺旋区蛋白1”）是人类基因 CALCOCO1 编码的蛋白质。